# Bullismo sessuale
Il bullismo sessuale è una forma di bullismo o molestia legata al sesso di una persona, al suo corpo, all'orientamento sessuale o all'attività sessuale.
Può manifestarsi in forma fisica, verbale o emotiva e si verifica in diversi contesti, tra cui scuole, luoghi di lavoro e piattaforme online. Il bullismo sessuale può avere effetti seri e duraturi sul benessere mentale ed emotivo delle vittime.

## Tipi di interazioni

### Bullismo fisico e verbale
Il bullismo sessuale può coinvolgere gesti sessualmente suggestivi, contatti fisici non consensuali, aggressioni sessuali o stupro.
Inoltre, il bullismo sessuale può manifestarsi attraverso insulti abusivi e sessualizzati, diffusione di voci o pettegolezzi a sfondo sessuale, pressione su qualcuno affinché compia qualcosa di sessuale senza consenso, sessismo in tutte le sue forme, allusioni sessuali indesiderate e pratiche come "l'upskirting" (riprendere o fotografare sotto i vestiti senza consenso).

### Cyberbullismo sessuale
Il cyberbullismo sessuale è una forma di cyberbullismo che implica l'uso della tecnologia, come telefoni cellulari, social media e altre piattaforme online, per molestare o costringere qualcuno in modo sessualmente esplicito.
Questo può includere la richiesta di foto o messaggi espliciti, l'invio di foto o messaggi sessualmente espliciti indesiderati, la condivisione online senza consenso di messaggi e foto sessualmente espliciti, la minaccia di pubblicare foto private online con l'obiettivo di ottenere atti sessuali consensuali, e fare pubblicamente commenti sessualmente espliciti indesiderati.